# Liste der Direktoren des Museums Europäischer Kulturen
Die Liste der Direktoren des Museums Europäischer Kulturen ist eine Aufstellung über die Direktoren, die das seit 1999 in Berlin bestehende Museum Europäischer Kulturen und seiner Vorgängereinrichtungen seit 1889 geleitet haben.

## Direktoren
Die Tabelle ist in den Spalten Name, Position sowie in den Jahreskategorien alphabetisch beziehungsweise chronologisch sortierbar. Vorgegeben ist eine Sortierung nach dem Antrittsjahr auf die Direktorenposition. Bei gleichen Antrittsjahren wird die Person mit der längeren Verweildauer im Museum zuerst eingeordnet.
- Name: der Name des Museums-/Sammlungsleiters, sortierbar nach Nachnamen. Zudem werden die Lebensdaten zur Einordnungshilfe genannt.
- Position: Angabe der genauen Institutionsbezeichnung
- von: Beginn der Direktionszeit
- bis: Ende der Direktionszeit
- Bemerkungen: Anmerkungen zur Biografie und zur Tätigkeit als Leiter des Museums
- Bild: Bildnis der Person, wenn es eine Abbildung unter freier Lizenz gibt

| Name                           | Position | von  | bis  | Bemerkungen | Bild |
| ------------------------------ | --- | ---- | ---- | --- | ---- |
| Ulrich Jahn (1861–1900)        | Direktor des Museums für deutsche Volkstrachten und Erzeugnisse des Hausgewerbes                                           | 1889 | 1891 | Der Stettiner Lehrer und Volkskundler Jahn wurde von Rudolf Virchow 1888 mit der Sammlung von Objekten im Ort Mönchgut auf Rügen für sein geplantes Volkskundemuseum beauftragt. Bei Gründung des Museums für deutsche Volkstrachten und Erzeugnisse des Hausgewerbes im Frühjahr 1889 wurde er als dessen Direktor eingesetzt. Jahn unternahm weitere Sammlungsreisen um die Bestände des neuen Museums zu erweitern. |      |
| Hermann Sökeland (1848–1917)   | Direktor des Museums für deutsche Volkstrachten und Erzeugnisse des Hausgewerbes                                           | 1891 | 1904 | Sökeland stammte aus einer Industriellenfamilie, die eine Fabrik zur Herstellung von Pumpernickel betrieb. Als Jahn 1891 als Direktor des Museums für deutsche Volkstrachten und Erzeugnisse des Hausgewerbes ausschied, übernahm Sökeland auf Bitten Virchows die ehrenamtliche Leitung des Museums. Unter seiner Führung nahm das Museum 1893 an der World’s Columbian Exposition in Chicago teil, deren Deutsch-ethnographischen Ausstellung in der Folge in die Sammlung inkorporiert wurde. Während das Museum unter akuter Raumnot litt, positionierte es Sökeland etwa mit einer Präsentation auf der Berliner Gewerbeausstellung 1896 in der Öffentlichkeit. Nach dem Tod Virchows 1902 erhielt das Museum die Kündigung der Räumlichkeiten im Palais Creutz. Die Zukunft des Museums in Berlin war in der Schwebe bis James Simon 1904 beim Kaiser die Eingliederung in den Verband der Königlichen Museen zu Berlin erwirkte. Damit endete die Amtszeit Sökelands. |      |
| Karl Brunner (1863–1938)       | Direktor der Königlichen Sammlung für deutsche Volkskunde (1904–1918) und der Sammlung für deutsche Volkskunde (1918–1928) | 1904 | 1928 | Als 1904 das Museum für deutsche Volkstrachten und Erzeugnisse des Hausgewerbes als Königliche Sammlung für deutsche Volkskunde in den Verband der Königlichen Museen aufgenommen und der prähistorischen Abteilung des Völkerkundemuseums zugeordnet wurde, übernahm Karl Brunner, der bis dahin Assistent an der prähistorischen Sammlung war, die Leitung der Sammlung. Brunner erweiterte die Sammlung und bemühte sich trotz beengter Platzverhältnisse um die Neuaufstellung der Sammlung. |      |
| Konrad Hahm (1892–1943)        | Direktor der Sammlung für deutsche Volkskunde (1928–1935) und des Staatlichen Museums für deutsche Volkskunde (1935–1943)  | 1928 | 1943 | Hahm arbeitete in den 1920er-Jahren als Referent für Reichskunstwart Edwin Redslob. 1928 folgte er Brunner als Leiter der Sammlung für deutsche Volkskunde nach, die er 1935 als Staatliches Museum für deutsche Volkskunde in die Eigenständigkeit innerhalb der Staatlichen Museen zu Berlin führen konnte. Mit dem Schloss Bellevue und dem Prinzessinnenpalais gelang es Hahm, dem Museum neue Räumlichkeiten zu sichern, reformierte die Ausstellungstätigkeit und stärkte die Vermittlung am Museum. Seine Forschung diente Hahm unter anderem mit der Verwendung der verbreiteten Kampf-Rhetorik dem Nationalsozialismus an. Er unterhielt zudem Kontakte zur Forschungsgemeinschaft Deutsches Ahnenerbe. |      |
| Oswald Adolf Erich (1883–1946) | Kommissarischer Direktor des Staatlichen Museums für deutsche Volkskunde                                                   | 1943 | 1945 | Nach dem Tod Hahms übernahm der Maler und Volkskundler Erich kommissarisch die Leitung des Museums. Seit 1932 war er in verschiedenen Funktionen am Museum angestellt. Unter seiner Leitung wurden die Sammlungsbestände unter den Bedingungen der letzten Kriegsjahre zum Teil ausgelagert. Zudem erweiterte Erich die Sammlung auch um neue Objekte, von denen ein Großteil jedoch Kriegsverlust wurde. |      |
| Werner Stief (1905–1982)       | Direktor des Staatlichen Museums für deutsche Volkskunde (Ost)                                                             | 1945 | 1948 | Als einzig verbliebener wissenschaftlicher Mitarbeiter am Museum übernahm Stief, dessen bisheriges Wirken im Kontext der völkischen Wissenschaft stand, nach Kriegsende dessen Leitung. Während er im Ostteil der Stadt die Wiederherstellung des Magazingebäudes und die Bergung von Sammlungsbeständen des Staatlichen Museums für deutsche Volkskunde überwachte, war er im Westen am Museum für Völkerkunde als Kurator tätig. In der Folge verbrachte er Arbeitsmaterial und Bibliotheksbestände nach West-Berlin. In Folge der Währungsreform wechselte Stief endgültig an das Völkerkundemuseum über, wo er seine Tätigkeit fortsetzte. Das Museum für Volkskunde führte in der Folge bis Mitte der 1950er-Jahre ein Schattendasein im Verbund der Staatlichen Museen zu Berlin (Ost). |      |
| Ulrich Steinmann (1906–1983)   | Direktor des Museums für deutsche Volkskunst (1955–1957) und des Museums für Volkskunde (1957–1971) (Ost)                  | 1955 | 1971 | Vor seiner Berufung als Direktor des Museums für deutsche Volkskunst im Jahr 1955 war Steinmann an der Forschungsbibliothek Gotha und dem Museum für Deutsche Geschichte tätig. 1954 wurde er als wissenschaftlicher Mitarbeiter für die Sammlung angestellt, deren Zukunft seit 1948 fraglich war und die jedoch die Unterstützung des Generaldirektors Ludwig Justi hatte. Die unklare Ausrichtung des Hauses spiegelte sich im wechselnden Zuschnitt als Museum für deutsche Volkskunst bis 1957 und in der Folge erneut als Museum für Volkskunde den gesamten Umfang der Sammlung abbildend wider. Steinmann richtete eine erste Präsentation des Museums im Pergamonmuseum ein, jedoch wurde dem Museum ab 1958 nur noch ein einzelner Raum im Erdgeschoss zugestanden, was die Museumstätigkeit einschränkte. Er baute die vom Krieg dezimierte Sammlung wieder auf und präsentierte Studiensammlungen zur Landwirtschaft und Fischerei dauerhaft in einer Dependance in Wandlitz. |      |
| Lothar Pretzell (1909–1993)    | Direktor des Museums für Deutsche Volkskunde (West)                                                                        | 1959 | 1974 | Ab 1934 arbeitete Pretzell am Kupferstichkabinett Berlin und wirkte an der Einrichtung der ersten Ausstellung des Staatlichen Museums für deutsche Volkskunde unter Hahm mit. 1941 wurde er stellvertretender Direktor des Salzburger Museum Carolino-Augusteum, dessen Leitung er im Folgejahr übernahm. Er war Mitglied verschiedener NS-Organisationen und als Sachverständiger an der Beschlagnahmung jüdischen Besitzes beteiligt. Von 1947 bis zu dessen Auflösung arbeitete Pretzell am Kunstgutlager Schloss Celle, dessen Direktor er ab 1953 war. 1959 wechselte er nach Berlin, wo er als Direktor des Museums für Deutsche Volkskunde ab 1963 die volkskundliche Sammlung der Staatlichen Museen zu Berlin im Westteil der Stadt wieder in die institutionelle Eigenständigkeit führte, nachdem sie seit Kriegsende dem Museum für Völkerkunde angegliedert worden war. Jedoch konnte das Museum erst 1976, also zwei Jahre nach Pretzells Ausscheiden als Direktor, der Öffentlichkeit wieder zugänglich gemacht werden. |      |
| Wolfgang Jacobeit (1921–2018)  | Direktor des Museums für Volkskunde (Ost)                                                                                  | 1972 | 1979 | Unter der Leitung Jacobeits setzte das Museum für Volkskunde mit seinen beschränkten Räumlichkeiten im Pergamonmuseum verstärkt auf die Präsentation von Wechselausstellungen, was andere Bereiche der Museumstätigkeit einschränkte. Seine Bemühungen um eine Verbesserung der räumlichen Lage des Museums blieben ebenso erfolglos wie der Versuch, die Dependance in Wandlitz in den Verbund der Staatlichen Museen einzugliedern. 1979 verließ er das Museum, um eine Professur an der Humboldt-Universität zu Berlin anzutreten, von wo aus er die Ausrichtung des Museums in Hinblick auf die materielle Kultur des Proletariats mitbetrieb. |      |
| Theodor Kohlmann (1932–2011)   | Direktor des Museums für Deutsche Volkskunde (West)                                                                        | 1974 | 1994 | Bevor Kohlmann 1969 als Mitarbeiter an das Museum für Deutsche Volkskunde nach West-Berlin wechselte, arbeitete er im Museumsdorf Cloppenburg. 1974 übernahm er nach Ausscheiden Pretzells die Leitung des Museums. Zu Beginn seiner Amtszeit fand 1976 der Umzug vom Provisorium in Berlin-Lichterfelde in das Magazingebäude des Geheimen Staatsarchivs statt. In der Folge legte Kohlmann einen Schwerpunkt auf die Alltagskultur, die er durch Ankäufe in der Sammlung stärker einbezog. Ein besonderer Schwerpunkt lag dabei auf Bilderbögen und Wandschmuck. Nach der Wiedervereinigung wurden die Museen aus Ost und West unter seiner Leitung zusammengeführt, wobei Erika Karasek als Direktorin des Ost-Berliner Museums unter ihm arbeitete, bevor sie nach Antritt seines Ruhestands die Leitung des Hauses übernahm. |      |
| Erika Karasek (1934–)          | Direktorin des Museums für Volkskunde (Ost) (1980–1992) und des Staatlichen Museums für Volkskunde (1992–1999)             | 1980 | 1999 | Seit 1962 war Karasek am Museum für Volkskunde tätig und unter anderem an der Einrichtung der landwirtschaftlichen Studiensammlung in Wandlitz beteiligt. 1980 trat sie die Nachfolge Jacobeits als Direktorin an. Der neuen Ausrichtung des Museums auf die materielle Kultur des Proletariats trug sie unter anderem mit der bedeutenden Ausstellung Großstandtproletariat Rechnung. Nach der Wiedervereinigung und Zusammenführung der Sammlung aus Ost und West im Staatlichen Museum für Volkskunde war sie erst Direktorin unter Museumsdirektor Kohlmann, um nach dessen Versetzung in den Ruhestand die alleinige Leitung des Museums zu übernehmen. Neben der Zusammenführung der beiden Sammlungen fiel in ihre Amtszeit die Vorbereitung der Weiterentwicklung des Museums hin zum Museum Europäischer Kulturen unter Einbezug der europäischen Sammlungsbestände des Ethnologischen Museums. |      |
| Konrad Vanja (1947–)           | Direktor des Museums Europäischer Kulturen                                                                                 | 2000 | 2012 | Vanja arbeitete an verschiedenen Museen, bevor er 1981 als wissenschaftlicher Angestellter an das Museum für Deutsche Volkskunde wechselte. In der Folge stieg er im Haus bis hin zum Oberkustos auf. Nachdem 1999 das Museum Europäischer Kulturen aus dem Museum für Volkskunde und den europäischen Sammlungen des Enthnologischen Museums hervorging, wurde Vanja dessen erster Direktor. Unter seiner Leitung wurde die ab 2011 gezeigte Dauerausstellung Kulturkontakte – Leben in Europa entwickelt. Vanjas Arbeitsschwerpunkt lag auf der Populärgrafik und interkulturellen Kontakten. |      |
| Elisabeth Tietmeyer (1960–)    | Direktorin des Museums Europäischer Kulturen                                                                               | 2013 |      | 1993 übernahm Tietmeyer die Leitung der Europa-Abteilung des damaligen Museums für Völkerkunde. In dieser Funktion sollte sie die Sammlung auf die Zusammenführung mit dem Museum für Volkskunde in Museum Europäischer Kulturen vorbereiten. 1998 wurde Tietmeyer zur Leiterin der Abteilung Sammlungen und des Fachreferats Europa im Museum für Völkerkunde bestimmt. 1999 wechselte sie an das Museum Europäischer Kulturen, das kurz zuvor aus der Fusion des Museum für Volkskunde mit der europäischen Sammlung des Museums für Völkerkunde hervorgegangen war. Von 2000 bis 2012 war sie stellvertretende Direktorin des Museums Europäischer Kulturen, das von Konrad Vanja geleitet wurde. Die Dauerausstellung Kulturkontakte – Leben in Europa wurde von Tietmeyer mitkuratiert. Am 1. Januar 2013 trat sie das Amt der Direktorin des Museums Europäischer Kulturen an. Nach der Schließung des Museums für Asiatische Kunst und des Ethnologischen Museums, die beide in das Humboldt Forum im Zentrum Berlins ziehen, verblieb ihr Museum als einzige Institution im Dahlemer Museumskomplex, weshalb Tietmeyer sich um eine stärkere Sichtbarkeit des Museums bemühte. Neben ihrer Tätigkeit am Museum Europäischer Kulturen ist Tietmeyer Mitglied verschiedener Kommission und Verbände. |      |

## Weitere mit dem Museum verbundene Personen
- Otto Bramm
- Alexander Meyer-Cohn
- Adolf Reichwein